# Südumgehung Limburg
Die Südumgehung Limburg ist eine geplante Maßnahme im Zuge der Bundesstraße 54, um die Innenstadt in Limburg an der Lahn zu entlasten.

## Geschichte
Schon Mitte der 1930er Jahre wurde eine Panzerstraße für die Verbindung zur Kaserne in Diez geplant. In der Nachkriegszeit begann der neue Limburger Ortsbezirk Blumenrod zu wachsen. Auch der Verkehr der Stadt Limburg nahm zu. Ab den 1960er Jahren begann die Suche nach einer Lösung für eine Umgehungsstraße, um die Ortsdurchfahrten zu entlasten. Auf einer Bürgerversammlung im November 1967 wurde von einem damaligen Stadtverordneten aufgezeigt, dass die Anwohner beim Grundstückserwerb nicht über eine geplante Umgehung informiert worden waren. Damals waren alle Stadtverordneten dafür, eine andere Lösung zu suchen, damit das Wohngebiet nicht mit zusätzlichem Verkehr belastet wird. Die Straßenverkehrsbehörde hatte jedoch in ihren Unterlagen eine Straße in der Planung. Für die sogenannte Alttrasse wurde eine Art Grüngürtel freigehalten, der bis heute auch als solcher bezeichnet wird. Nun begann man auf der anderen Seite der Stadt eine Westumgehung zu planen. Im Jahr 1993 verabschiedete man sich jedoch von dieser Variante.
Mit der Wahl des Bürgermeisters Martin Richard kam eine Variante zwischen dem Stadtteil Linter und dem Ortsbezirk Blumenrod der heutigen Kernstadt ins Gespräch. Blumenrod sollte entlastet werden. Im Jahre 2007 sollte diese Variante dem Bundesverkehrsministerium vorgeschlagen werden. Ende 2011 kam man nach genauerer Planung dieser Variante auf Kosten von mehr als 100 Mio. Euro. Parallel wurde die Alttrassenvariante untersucht, die zum Großteil im Tunnel verlaufen sollte. Dann beschloss der Lenkungsausschuss (ein nicht öffentlich tagendes Gremium aus Vertretern der Verkehrsverwaltungen in Hessen und Rheinland-Pfalz und Vertreter der beteiligten Kommunen) auf der freigehaltenen Trasse mitten durch Blumenrod zu bauen, da die Kosten deutlich niedriger seien als bei der geplanten Variante. Die Ausführung dieser Alttrassenvariante ist aber umstritten. In der Diskussion stehen bspw. die Verlängerung des Tunnels zum Schutz der Anwohner und der Verzicht auf Anbindungen, die zusätzliche finanzielle und menschliche Belastungen mit sich bringen würden, ohne einer Umgehungsstraße sinngerecht zu sein.

## Heutiger Stand
Die Limburger SPD hat schon viele Jahre die Alttrasse, die mitten durch den Ortsbezirk Blumenrod verläuft, als Südumgehung gefordert. Die CDU ist am 17. Dezember 2012 in einer Stadtverordnetenversammlung dieser Meinung gefolgt, sodass eine große Koalition für diese Variante bestand. Die anderen Parteien FDP, BZL, FWG und Bündnis 90/Die Grünen waren in der Abstimmung dagegen. In der betroffenen Bevölkerung formierte sich daraufhin Widerstand. Die weiteren Planungen werden nun von der hessischen Straßenverkehrsbehörde Hessen Mobil – Straßen- und Verkehrsmanagement in Wiesbaden durchgeführt. Laut dem derzeitigen Planungsstand sind mindestens 67 Mio. Euro für den Bau veranschlagt.

## Bürgerinitiativen
- Über viele Jahre hinweg engagiert sich die Bürgerinitiative „Bürger gegen die Südtangente/Alttrasse e.V.“ gegen die Lösung einer Südumgehung, um das Verkehrsproblem Limburgs zu lösen. Sie schlägt andere Lösungsansätze vor, wie z. B. das Radwegenetz innerstädtisch auszubauen, Anbindung der Stadtteile durch ÖPNV, den ICE-Bahnhof an das innerstädtische Busliniennetz anschließen, Stadtrandparken mit Shuttlebussen, Einsatz von Batteriebussen, intelligente Verkehrslenkung, mehr Tempo-30-Zonen, Nachtfahrverbot für LKW auf bestimmten Strecken, Umleitung von LKW-Verkehr und Güterverkehr auf die Aartalbahn zu verlegen.
- Die „Bürgerinitiative Weststadt“ hingegen setzt sich für eine Entlastung der Innenstadt, insbesondere der Hauptverkehrsader Diezer Straße und der betroffenen Nebenstraßen ein, zumal der Verkehr in der Weststadt ständig zunähme und vor allem der Schwerverkehr die Anwohner wie auch die dortigen Kulturdenkmäler, insbesondere die Gesamtanlage Diezer Straße/Parkstraße erheblich belaste.